# Taula d'Enserola
La Taula d'Enserola és una muntanya de 1.052,5 metres d'altitud situada en el límits dels termes actuals de Conca de Dalt (antic municipi de Toralla i Serradell) i Senterada, al Pallars Jussà.
És a l'extrem nord del primer dels dos termes esmentats, i al sud del segon, just a ponent del Congost d'Erinyà, a l'extrem sud-oriental del Serrat de Sant Roc. Aquesta muntanya constitueix tot un massís, que ocupa bona part del sector sud-occidental del terme de Senterada.